# Pietrapertosa
Pietrapertosa är en ort och kommun i provinsen Potenza i regionen Basilicata i Italien. Kommunen hade 992 invånare (2017).